# GSC Game World
GSC Game World je ukrajinská soukromá společnost, jež se zabývá vývojem počítačových her. Byla založena v roce 1995 Sergejem Grigorovičem, přičemž název firmy je odvozen od jeho iniciál (Grigorovich Sergiy Constantinovich). Sídlo firmy se aktuálně nachází v Praze. Firma se původně jako první na Ukrajině začala zabývat překladem zahraničních her do ruštiny. Později přešla k vývoji vlastních her, z nichž první mezinárodní úspěch zaznamenala série real-time strategií Cossacks (v překladu „Kozáci“). V roce 2007, po 6 letech vývoje, společnost vydala v prosinci hru S.T.A.L.K.E.R.: Shadow of Chernobyl, které se prodalo na 2 miliony kopií. V roce 2004 založila společnost GSC Game World přidruženou organizaci GSC World Publishing, která se zabývá publikacemi a distribucí titulů pro státy SNS. V roce 2022 se musela firma a s ní přes 200 zaměstnanců přesunout do České republiky kvůli ruské invazi na Ukrajinu.

## Hry

### Vydané tituly
| Hra                                  | Datum vydání      | Platformy                                   |
| ------------------------------------ | ----------------- | ------------------------------------------- |
| WarCraft 2000: Nuclear Epidemic      | 6. květen 1998    | Microsoft Windows                           |
| Cossacks: European Wars              | 12. duben 2001    | Microsoft Windows                           |
| Venom. Codename: Outbreak            | 8. říjen 2001     | Microsoft Windows                           |
| Казаки: Последний довод королей      | 20. listopad 2001 | Microsoft Windows                           |
| Hover Ace                            | 2. září 2002      | Microsoft Windows                           |
| Cossacks: Back to War                | 1. listopad 2002  | Microsoft Windows                           |
| American Conquest                    | 18. prosinec 2002 | Microsoft Windows                           |
| American Conquest: Fight Back        | 25. červen 2003   | Microsoft Windows                           |
| FireStarter                          | 28. listopad 2003 | Microsoft Windows                           |
| Alexander                            | 20. listopad 2004 | Microsoft Windows                           |
| Cossacks II: Napoleonic Wars         | 4. duben 2005     | Microsoft Windows                           |
| Cossacks II: Battle for Europe       | 19. červen 2006   | Microsoft Windows                           |
| Heroes of Annihilated Empires        | 6. říjen 2006     | Microsoft Windows                           |
| S.T.A.L.K.E.R.: Shadow of Chernobyl  | 23. březen 2007   | Microsoft Windows                           |
| S.T.A.L.K.E.R. Mobile                | 5. prosinec 2007  | Java ME                                     |
| S.T.A.L.K.E.R.: Clear Sky            | 22. srpen 2008    | Microsoft Windows                           |
| S.T.A.L.K.E.R.: Call of Pripyat      | 2. říjen 2009     | Microsoft Windows                           |
| Cossacks 3                           | 20. září 2016     | Microsoft Windows                           |
| Казаки 3: Дни Великолепия            | 13. prosinec 2016 | Microsoft Windows                           |
| Казаки 3: Восхождение к Славе        | 16. únor 2017     | Microsoft Windows                           |
| Казаки 3: Стражи Высокогорий         | 12. duben 2017    | Microsoft Windows                           |
| Казаки 3: Дорога к Величию           | 16. květen 2017   | Microsoft Windows                           |
| S.T.A.L.K.E.R. 2: Heart of Chornobyl | 2023              | Microsoft Windows, Xbox Series X a Series S |

### Zrušené tituly
| Hra                                      | Data                   | Platformy               |
| ---------------------------------------- | ---------------------- | ----------------------- |
| Неизвестный квест                        | zrušen v roce 1997     | Microsoft Windows       |
| DoomCraft                                | zrušen v lednu 1999    | Microsoft Windows       |
| Oblivion Lost                            | zrušen 27. března 2002 | Microsoft Windows, Xbox |
| Warlocks                                 | zrušen v roce 2002     | Microsoft Windows       |
| Ограбления                               | zrušen v roce 2006     | Microsoft Windows       |
| Heroes of Annihilated Empires: Chapter 2 | zrušen v únoru 2007    | Microsoft Windows       |
| S.T.A.L.K.E.R. Online                    | zrušen na jaře 2011    | Adobe Flash             |

## Vydané enginy
- X-Ray Engine – herní engine vytvořený pro herní sérii S.T.A.L.K.E.R. X-Ray využívá volný fyzický engine Open Dynamics Engine
- Vital Engine – herní engine vytvořený pro hru Venom. Codename: Outbreak